# پلکسیپوس پیتر
پلکسیپوس پیتر (انگلیسی: Plexippus petersi) گونه‌ای از عنکبوت جهنده بومی آسیا است و به جزایر آفریقا و جزایر اقیانوس آرام معرفی شده‌است. طول نر این گونه بین ۶ تا ۱۰ میلی‌متر (۰٫۲۴ و ۰٫۳۹ اینچ) و مادهٔ آن حدود ۱۰ میلی‌متر (۰٫۳۹ اینچ) است. در استرالیا این عنکبوت معمولاً به نام‌های مگس‌گیر استوایی و جهندهٔ گورخری کوچک نیز شناخته می‌شود.

## پراکندگی
پلکسیپوس پیتر بومی آسیای جنوب شرقی است. محدوده آن شامل آفریقا، چین، ژاپن، اندونزی، گینه نو، فیلیپین، ویتنام، لائوس، کامبوج، هند، سریلانکا، مالزی و استرالیا است.

## نگارخانه

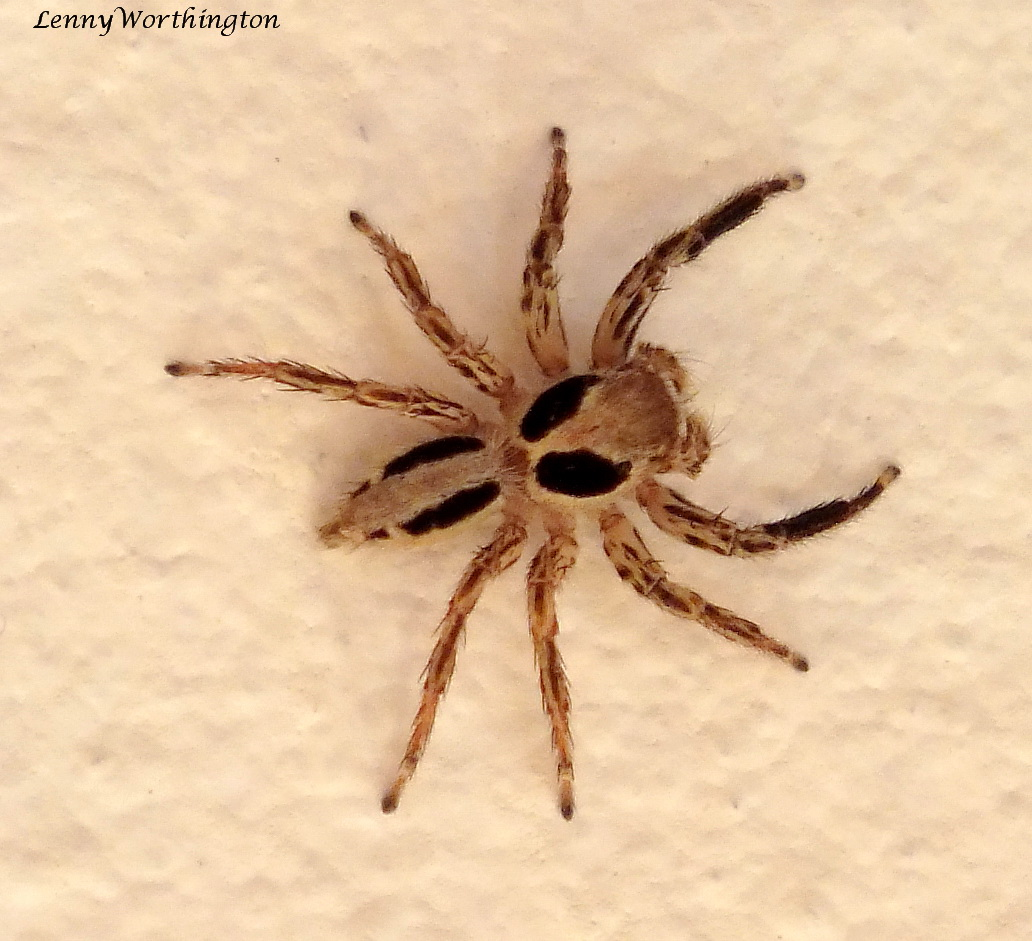
پلکسیپوس پیتر در تایلند.
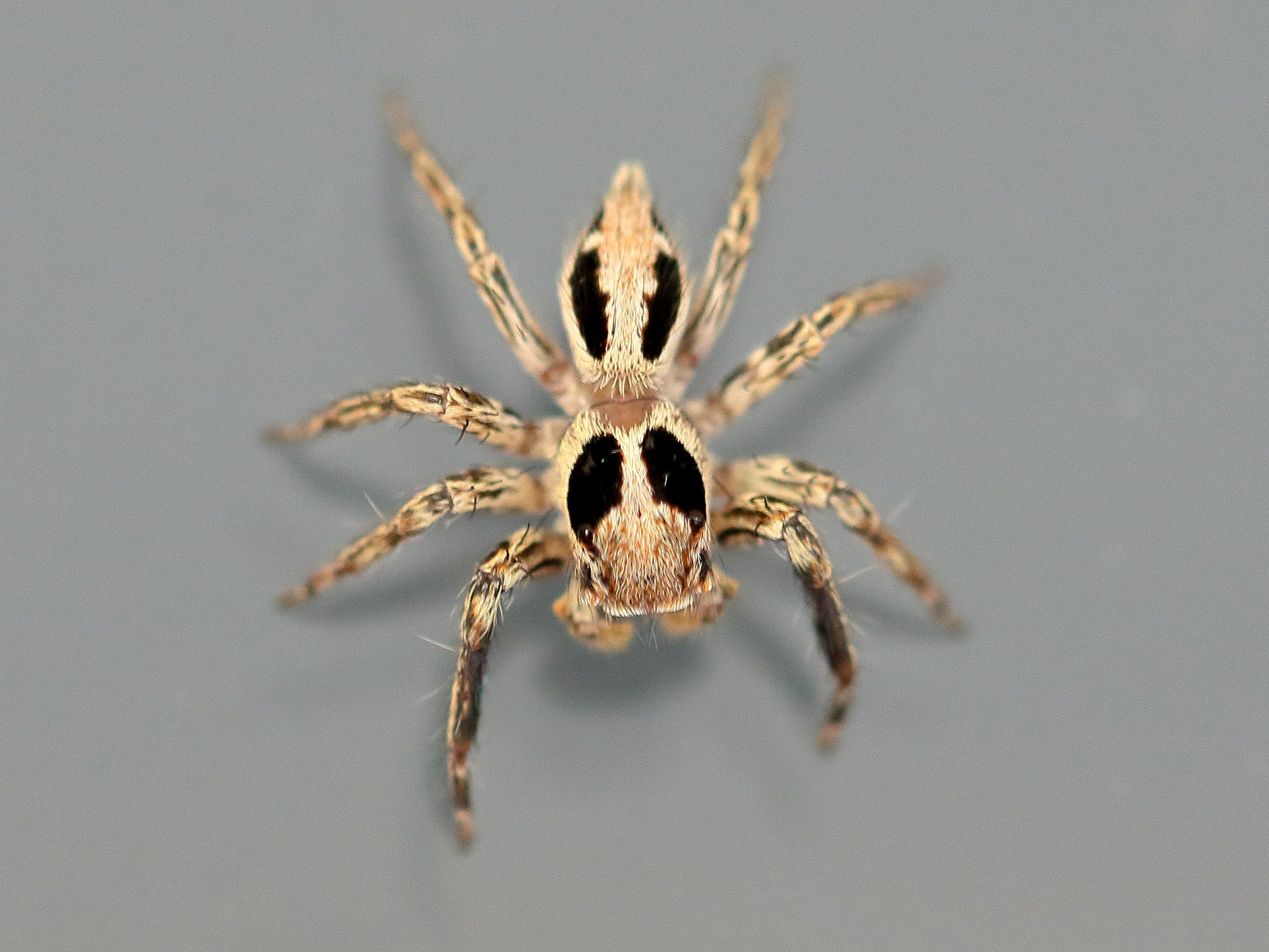
نر در استرالیا.
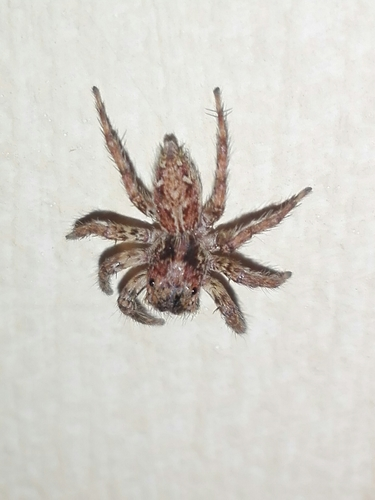
ماده در  سریلانکا.